# El Ángel de la Independencia

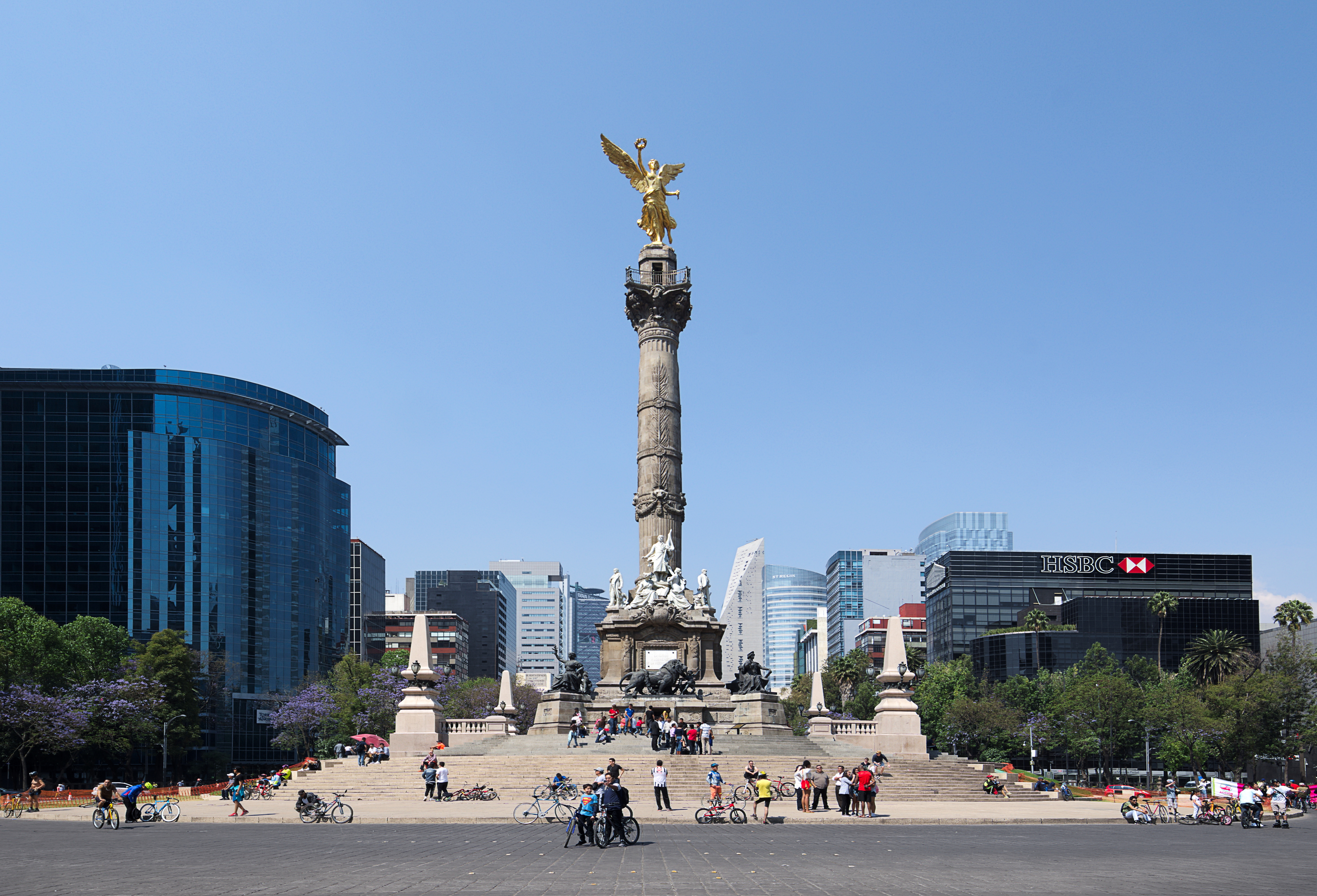
El Ángel, bild tagen med Chapultepec i ryggen och börshuset skymtar till höger om pelaren

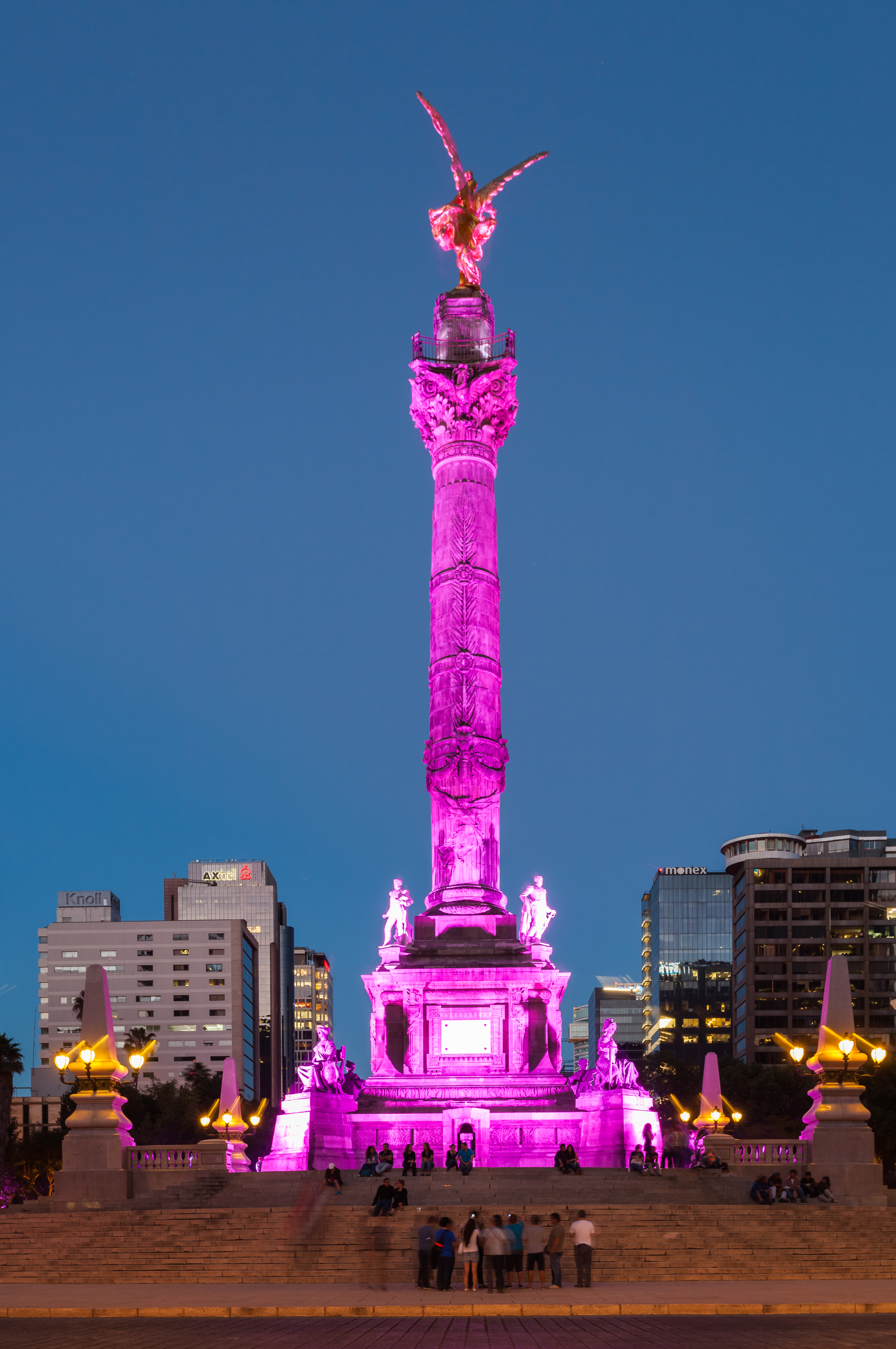

El Ángel de la Independencia, egentligen El Monumento a la Independencia ("Självständighetsmonumentet") men även känd som El Ángel ("Ängeln") eller El Ángel de la Independencia ("Självständighetsängeln"), är ett monument i Mexico City på Paseo de la Reforma i höjd med Calle de Florencia. 
Monumentet restes på förslag av Mexikos dåvarande president Porfirio Díaz för att högtidlighålla landets första 100 år som självständig stat. Ursprungligen skulle den ha stått på Plaza de la Constitución. Designtävling för förslag till utformning hölls 1877. Ängeln företer en viss likhet med Siegessäule i Berlin som restes några år tidigare.
Centralfiguren, en ängel, är enligt några inspirerad av Nike från Samothrake, Nike, segergudinnan, medan andra tycker att det endast är en bevingad segerallegori. Hon har en lagerkrans i ena handen som offer till segrarna och i den andra en bruten kedja som symboliserar spanjorernas brutna förtryck. Statyn är av brons övertäckt med guld, den väger 7 ton och är 6,7 meter hög. Pelaren är 36 meter hög och består av huggen sten runt ett stålskellet. På pelarens bas står marmorstatyer av Vicente Guerrero, José María Morelos, Francisco Javier Mina och Nicolás Bravo, befälhavare under självständighetskampen. Längst ner i monumentets hörn finns fyra bronsstatyer som symboliserad; fred, lag, rättvisa och krig.

## Byggnaden
Byggandet av monumentet startade 2 januari 1902 med att Porfirio Díaz lade första stenen. 
Projektet styrdes av arkitekten Antonio Rivas Mercado med byggledning av ingenjör Roberto Gayol. Skulpturerna togs fram av italienaren Enrique Alciati, där gips original gjordes i Mexiko för att sedan gjutas i brons med cire perdue-teknik i Flores Italien. Model till ängels ansikte stod Ernesta Robles  och som model till Mexiko-allegorin på bronsportarna till Mausolet stod arkitektens dotter Alicia Rivas Mercado. Redan 1906 stod stora delar av monumentet klart men med tyngden av över 2400 stenblock var för stor. Monumentet plockades ner och pålningsarbete bedrevs både dag och natt för att hinna bli klara.
Bygget stod klart 1910 och invigningen ägde rum 16 september, på årsdagen av Mexikos självständighetsresning.

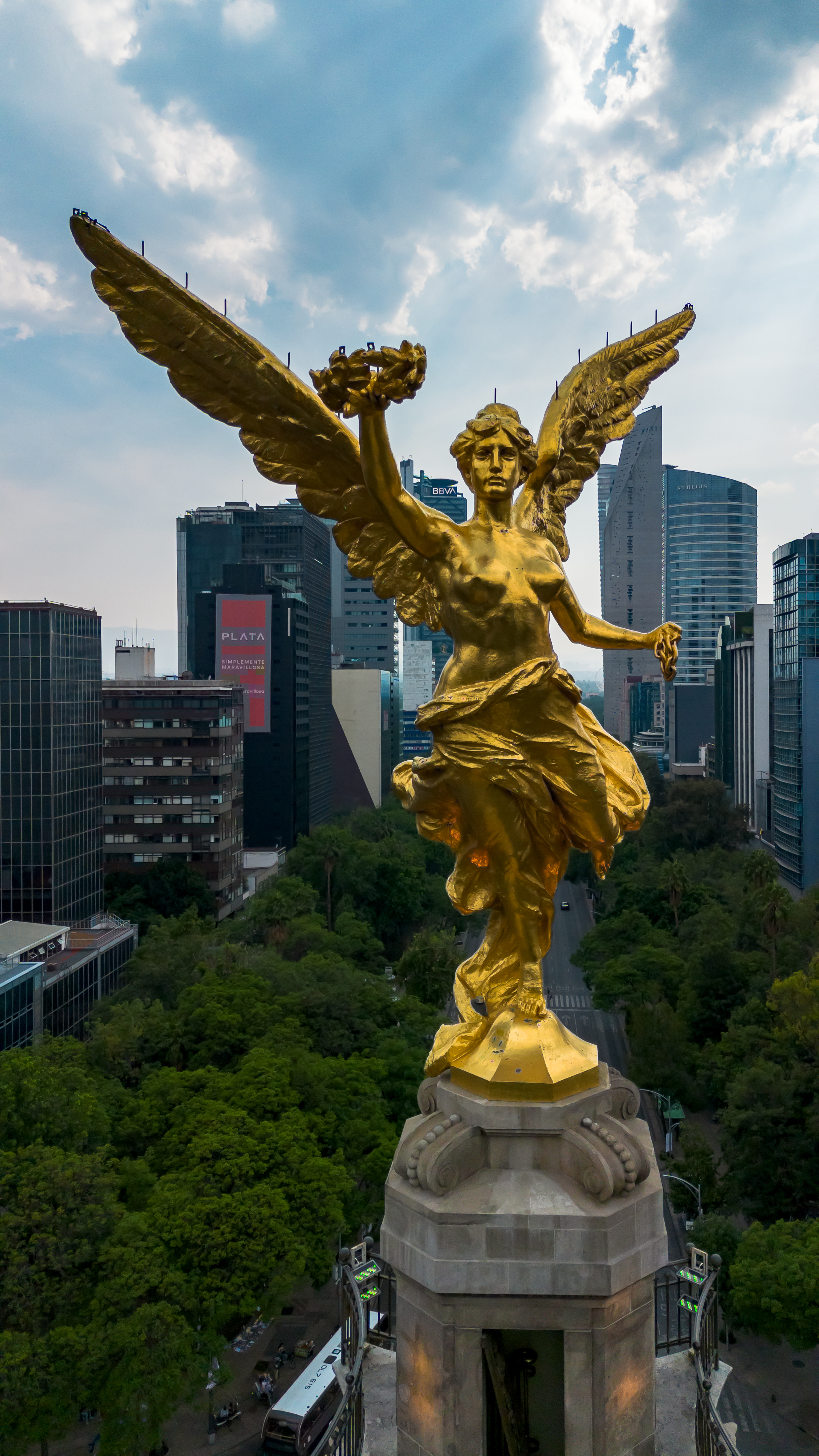
närbild på El Ángel

## Gravplats
Monumentet är sedan 1925 gravplats åt de som i Mexiko kallas självständighetshjältarna. I en underjordisk kammare inne i pelaren är följande personer begravda:
- Miguel Hidalgo
- Ignacio Allende
- Juan Aldama
- Mariano Jiménez
- Mariano Matamoros
- Vicente Guerrero
- Francisco Javier Mina
- Andrés Quintana Roo
- Leona Vicario
- Nicolás Bravo
- Guadalupe Victoria
- Víctor Rosales

För att ytterligare hedra landsfäderna tände president Emilio Portes Gil, 1929 en evig eld, lámpara votiva.

## Kuriosa
- Första ansatsen till ett självständighetsmonument gjordes 1843 men blev bara en bas (zocalo på spanska) på Plaza de la Constitución.
- Monumentet är mycket väl grundlagt med cirka 5 000 pålar till fast grund. Den omgivande marken har under åren sjunkit och idag har 17 trappsteg lagts till, i snitt ett trappsteg vart 5 år.
- Under första hälften av 1900-talet togs ofta urnorna med självständighetshjältarnas kvarlevor ut från monumentet vid högtidliga tillfällen för att visa vördnad.
- I samband med jordbävningen 28 juli 1957 föll ängeln ner och återställdes 16 september 1958. Bland annat skadades huvudet och ersattes, det ursprungliga huvudet finns i Casa de los Condes de Heras y Soto nära Zócalo.
- Under den förödande jordbävningen 19 september 1985 klarade sig monumentet utan några skador
- El Ángel är den plats Mexikos sportanhängare samlas på för att fira landslagets segrar (El Tri som fotbollfansen kallas).
- Mexikaner är noga med att påpeka att monumentet helt är finansierat med mexikanska medel och till ingen del gåva eller donation av annan stat.